# Carte Michelin

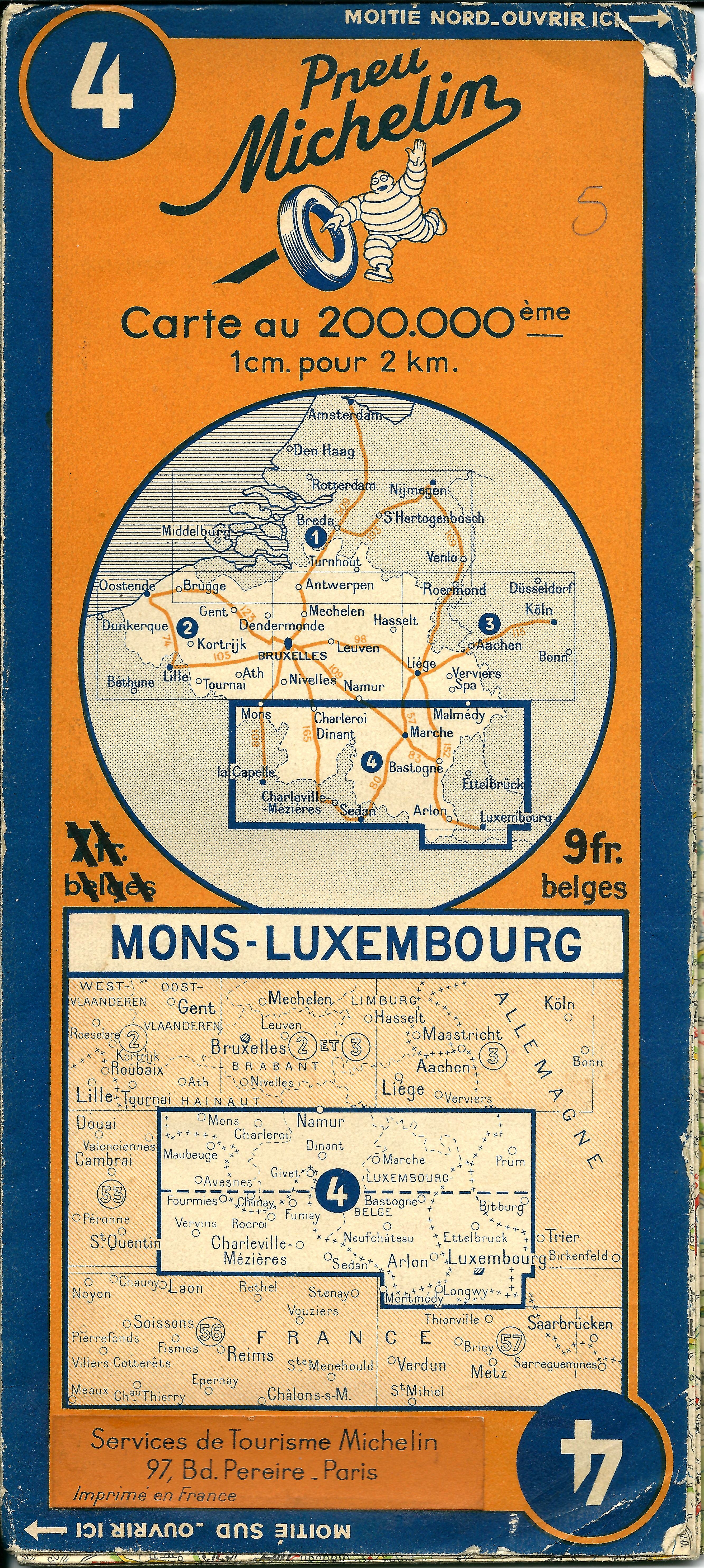
Carte no 4 de 1940.

La carte Michelin est une carte routière créée par la société de pneumatiques Michelin à l'intention des automobilistes.

## Principe
Elle apparaît en 1905 à l'occasion de la coupe Gordon-Bennett, suivie en 1910 par la commercialisation des cartes au 1/200 000 de Clermont-Ferrand, des bordures de la Méditerranée et de la région parisienne, une carte de France en couleurs et en quatre feuilles au 1/1 000 000 étant disponible dès 1908.
La carte se présente, et c'est une innovation, en pliages sous l'aspect d'un accordéon de 2 fois 10 plis de 11 par 25 cm, format qui se maintiendra jusqu'à nos jours. D'autres formats permettant de s'adapter à la vitesse croissante des véhicules, à différentes échelles pouvant aller jusqu'à 1/10 000 000, sont également créés pour les zones denses ou pour permettre la préparation d'itinéraires de plus grande ampleur sur les routes principales.
Pour la France, l'échelle « régionale » majoritairement utilisée est le 1/200 000 (couverture jaune). Cette échelle est également utilisée dans certains pays européens (Belgique), d'autres pays disposant d'une échelle moins détaillée, généralement 1/400 000 (couverture orange).
L'édition de la France à l'échelle 1/1 000 000 (couverture rouge) permet une vue moins précise, mais plus globale de l'ensemble de son trajet et de sa position, évitant également de devoir utiliser une multiplication des cartes nécessaires pour effectuer un long trajet global sur des routes principales.
La France sur un format plus petit exista aussi au 1/2 500 000.

### Rappel des échelles
- 1/10 000 : 1 cm pour 100 m ;
- 1/50 000 : 1 cm pour 500 m ;
- 1/200 000 : 1 cm pour 2 km ;
- 1/1 000 000 : 1 cm pour 10 km.

L'une des nombreuses innovations des cartes Michelin a été de les rendre bien plus lisibles, en élargissant la taille des routes par rapport à l'échelle réelle, ainsi que de faire apparaître de manière claire et précise tous les points importants ou intéressants pour l'automobiliste, voire le randonneur.
Depuis 2000, ViaMichelin propose de consulter les cartes Michelin en ligne.
Le département des cartes et plans de la Bibliothèque nationale de France (BnF) et le fonds patrimonial de la Société Michelin possèdent l'intégralité des titres de la carte Michelin.
La carte Michelin a toujours conservé une renommée internationale de par sa clarté et sa facilité d'utilisation.
Le format « papier » des cartes Michelin garde l'énorme avantage pour l'utilisateur, complémentaire par rapport au GPS, de pouvoir bien s'orienter en visualisant sa direction et localiser sa situation dans une région par rapport à d'autres villes, le département voire le pays, tandis que le GPS est certes commode pour suivre sans repère un itinéraire, et plus sûr pour une conduite sans devoir s’arrêter pour regarder la carte, mais moins convivial pour une vue globale d'ensemble, ne signalant pas les parcours pittoresques, par exemple (sauf éventuellement sur un écran plus grand).

### Légende des routes et repères
Grâce aux nombreuses couleurs utilisées très tôt par Michelin, les cartes furent facilement lisibles :

#### Routes
(aux lettres suivies d'un numéro de un à trois chiffres) :
- autoroute (A...) : double ligne rouge remplie de jaune ;
- route à voies séparées avec échangeurs (N... ou D...) : double ligne rouge remplie de blanc ;
- route à voies séparées sans échangeur (N... ou D...) : double ligne rouge séparées par un simple trait noir ;
- route nationale (N...) : ligne rouge épaisse ;
- route départementale importante (D...) : ligne jaune moyenne ;
- route départementale secondaire (D...) : ligne blanche fine ;
- route vicinale (C...) : ligne blanche très fine ;
- route en terre peu carrossable : traits pointillés + ligne ;
- chemin de terre ou de randonnée (GR ..) : traits pointillés ;
- route en projet ou en construction : traits hachés espacés ou rapprochés ;
- route dangereuse escarpée : pointillés rouges dans la ligne.

Les distances chiffrées sont espacées par des aiguilles de différentes tailles (grandes en rouge ou bleues plus petites). Les péages sont indiqués par un trait de coupure, les bretelles de raccordement par un trait arrondi de liaison accompagné du numéro de sortie d'échangeur dans un cercle noir.

#### Villes
- Gris ou jaune crème pour les grandes agglomérations, noir pour les villages, et un simple cercle pour ceux-ci sur les cartes au-delà de l'échelle 1/1 000 000.

#### Symboles et sigles
- Mers et lacs : bleu clair ;
- Rivières et cours d'eau : bleu foncé ;
- Bois et forêts : vert ;
- Lignes de chemin de fer : ligne noire ;
- Gare : petit rectangle blanc ;
- Panorama : traits en étoile ;
- Église ou édifice religieux : petit cercle ;
- Pente : 1 à 3 flèches sur la route selon l'inclinaison[2].

Les parcours possédant des paysages pittoresques (forêt, panorama, le long d'une belle rivière...), sont signalés par une petite bordure vert foncé longeant le dessin de la route.
À partir de l'année 1976 environ, Michelin ajouta sous forme de couleurs brun pâle pour les montagnes, et blanc grisé pour les glaciers, les indications du relief, tout en réussissant à conserver une lisibilité aussi bonne de l'ensemble des indications.

## Restriction

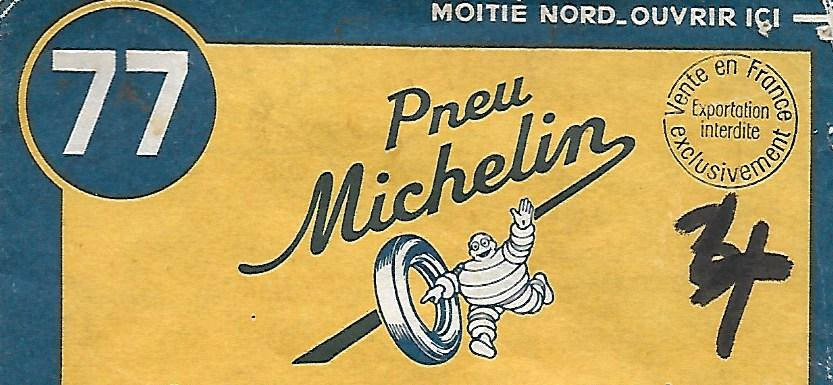
Mention sur une carte de 1950

Au début des années 1950, les cartes Michelin au 1/200 000 portaient une mention particulière, généralement sous la forme d'un timbre rond de tampon encreur, située en haut et à droite de la carte.
Cette mention indiquait : 
« 
Vente en France exclusivement

Exportation interdite  »
Cette mention a ensuite disparu, au milieu de cette même décennie.

## Évolution

### Formats de présentation
Jusque vers la fin des années 1920, la France est découpée en 48 cartes numérotées de 1 à 47 (la carte no 48, future no 87, concerne l'Alsace). Ce premier format d'édition, bien que l'un des meilleurs en clarté pour l'époque, était toutefois nettement moins lisible que les suivants, en utilisant notamment des lignes droites rapprochées pour former les couleurs claires, les noms des villes étant écrits manuellement en italiques, avec des caractères fins pour les villages et gras pour les villes. En 2013, Michelin a republié pour les nostalgiques en souvenir, seize d'entre elles, couplant la carte de 1913 et sa jumelle de 2013. Pour les autres pays cartographiés, la numérotation commence également à 1, comme pour les Îles Britanniques découpées en 31 cartes.
En 1927, Michelin sort un deuxième nouveau format beaucoup plus lisible, en modifiant la numérotation des cartes qu'il conservera jusqu'en 2002 environ, mais les noms sont toujours écrits manuellement et quelques couleurs intermédiaires encore obtenues par hachures de traits.
Vers 1960, il améliore encore ses cartes, par un troisième format, semblable au précédent, mais de présentation encore clarifiée par tous les noms écrits en caractères typographiques, et les couleurs entièrement en quadrichromie.
Vers 1976, il ajoute les formes du relief, constituant presque un quatrième format.

### Numérotation
Les numérotations de 1927 à 2002 sont les suivantes :
- 1 à 4 : Belgique ;
- 5 et 6 : Pays-Bas ;
- 8 : Luxembourg ;
- 21, 23, 24 et 26 : Suisse ;
- 37 : Portugal ;
- 42 : Burgos-San Sebastián ;
- 43 : Zaragoza-Barcelona (une série allant de 41 à 50 est attestée en 1929 pour la Péninsule Ibérique[6]).

#### Régions de France
Pour la France, les principales cartes utilisées durant de très nombreuses années ont eu pour numéros :
- 51 à 86 : cartes régionales au 1/200 000, quadrillant la France d'ouest en est, par tranches successives allant du nord au sud (couverture jaune).

En ajoutant quelques cartes pour les régions spécifiques :
- 87 : Alsace ;
- 89 : Evian-Annecy-Briançon ;
- 90 : Corse ;
- 91 : Environs de Lyon ;
- 92 : Pontarlier-Grenoble ;
- 93 : Lyon-Marseille ;
- 97 : Rouen-Paris-Troyes.

#### Paris et Île-de-France
Pour Paris et l'Île-de-France, des cartes plus détaillées sont toujours en vente :
- 10 : Paris au 1/10 000 (couverture bleu foncé).
- 11 : Rues de Paris au 1/10 000, format mini-atlas avec index des rues.
- 96 puis 196 : Environs de Paris : Région parisienne au 1/100 000 (couverture verte). Cette carte a remplacé les cartes 94 : Environs de Paris (Nord) et 95 : Environs de Paris (Sud) des années 1940 et 1950.
- 97 : 150 km autour de Paris : Île-de-France au 1/200 000 (couverture jaune).
- 100 (jusqu'aux années 1970) puis 101 : Sorties de Paris, puis Banlieue de Paris, au 1/50 000 (couverture verte).
- 106 : Environs de Paris, au 1/100 000.
- 120 : Carte cycliste, au 1/100 000, 50 km autour de Paris. Indique l'état des routes et les côtes difficiles.

Jusqu'en 1951 ont existé des cartes au 1/200 000 : 88 (Paris-Nord) et 89 (Paris-Sud).
Entre les années 1975 et 2002, les cartes suivantes ont également été en vente :

#### Régionales
- 230 à 246 : cartes régionales de France au 1/200 000 (couverture jaune) ;
- 401 à 499 : cartes régionales d'Europe au 1/400 000 et d'Amérique du Nord (couverture orange).

#### Nationales
- 901 à 999 : cartes nationales au 1/1 000 000 (couverture rouge) ; plusieurs cartes d'Afrique portaient antérieurement des numéros compris entre 151 et 182.

#### Continentales
- 920 puis 970 : carte d'Europe au 1/3 000 000 (couverture rouge) ;
- 702 : carte du Monde au 1/28 500 000 (couverture rouge).

### Format actuel
Depuis 2013, le schéma de numérotation est devenu le suivant :
- inférieur à 100 : plans de ville (couverture bleu clair) ;
- 101 à 199 : cartes régionales « zoom » (couverture verte) ;
- 301 à 345 : cartes des départements français groupés par deux ou trois (couverture jaune) ;
- 351 à 366 : cartes locales d'Italie (couverture jaune) ;
- 371 à 379 : cartes des provinces de Belgique (couverture jaune) ;
- 501 à 599 : cartes régionales (couverture orange) ;
- 701 à 799 : cartes nationales (couverture rouge).

Par la suite, d'autres cartes spécifiques adaptées sont vendues également :
- Adaptées pour le vélo et la randonnée pédestre, mettant en relief les chemins balisés et GR.

## Quelques curiosités
Parmi les cartes ayant fait l’objet d’une édition unique ou d’un faible nombre d’éditions, on peut citer :
- 19-20 : Ski en Suisse (ouest et est, couverture bleue, 1949-50) ;
- 106 : Ski dans les Alpes françaises (couverture bleue, 1948) ;
- 198-199 : Camping et canoë (nord et sud, couverture jaune, fin des années 1940) ;
- 250 à 253 : Grottes, illuminations, belles églises et châteaux de France (couverture jaune, de 1952 à 1954) ;
- 302 à 307 : Belles routes de France : de Paris à plusieurs régions maritimes ou frontalières (couverture rouge, début des années 1950) ;
- 611 à 628 : Série Régional Atlas (couverture orange clair, 2003) ;
- 777 : France – Trafic en temps réel (couverture grise, 2010), avec flashcodes ;
- 1031, 1033, 1044 et 1063 : Au départ de Toulouse, Bordeaux, Nantes et Clermont-Ferrand (couverture bleu clair, 1993 et 1994) ;
- 1213 : Environs de Bruxelles (couverture bleu clair, 1994) ;
- 3033, 3044, 3054, 3067, 3076 et 3086 : Alentours de Bordeaux, Nantes, Nancy, Strasbourg, Rouen et Poitiers (couverture vert clair, 1997 à 2001) ;
- 3212 et 3213 : Alentours d’Amsterdam et Bruxelles (couverture vert clair, 1998 et 1999) ;
- 4001 à 4089 : Série Départementale (couverture bleu clair, 1998 à 2001), remplacée en 2002 par la série 301 à 345 ;
- 9899 : Grandes routes de France (couverture jaune, début des années 1950, prend ensuite le numéro 989 ; réunion des cartes 98 (nord) et 99 (sud) devenues 998 et 999).

## Les guides Michelin en complément des cartes
En parallèle et complément des cartes, Michelin fit et fait paraître de nombreux autres guides de voyage et culturels, renseignant les touristes et vacanciers ou même randonneurs, comme notamment :
- Le Guide Michelin rouge, gastronomique et hôtelier ;
- Le Guide vert Michelin, touristique;
- Le Carnet Michelin, touristique;
- Patrimoine de France, culturel et touristique;
- 1001 sites à voir en France, culturel et touristique;
- Les plus beaux détours de France, touristique.

## Atlas de la France et de l'Europe
Des atlas sous forme d'un livre important relié de 150 pages environ, apparaissent à partir des  années 1980, réunissant en la  quadrillant la France entière, en possédant une carte par double page, chacune étant à l'échelle 1/200 000.
Un atlas de l'Europe au 1/1 000 000 est également disponible sous la même forme.
Ils permettent de sillonner la France ou l'Europe plus précisément sans devoir disposer de chacune des cartes séparées correspondantes, mais sont en contrepartie plus lourds et encombrants.

## Pour approfondir